# Bernard z Parmy
Bernard z Parmy, właściwie Bernardo degli Uberti (ur. ok. 1060 we Florencji, zm. 4 grudnia 1133 w Parmie) – włoski benedyktyn, kardynał i biskup Parmy. Święty Kościoła katolickiego.

## Wczesne lata życia
Bernard urodził się we Florencji prawdopodobnie około 1060 i pochodził ze szlacheckiego rodu degli Uberti. Wiadomo, że jego ojciec miał na imię Bruno (zm. przed 1 lipca 1085), a dziadek ze strony ojca Corbizo. 1 lipca 1085 Bernard uczynił darowiznę w intencji swego zmarłego ojca na rzecz klasztoru San Salvi we Florencji. Darowizna miała prawdopodobnie związek z jego wstąpieniem do tego klasztoru, należącego do benedyktyńskiej kongregacji Vallombrosa (założonej przez Świętego Jana Gwalberta). Śluby zakonne złożył przed 26 kwietnia 1089. W 1092 został opatem San Salvi.

## Opat Vallombrosa, kardynał i legat papieski

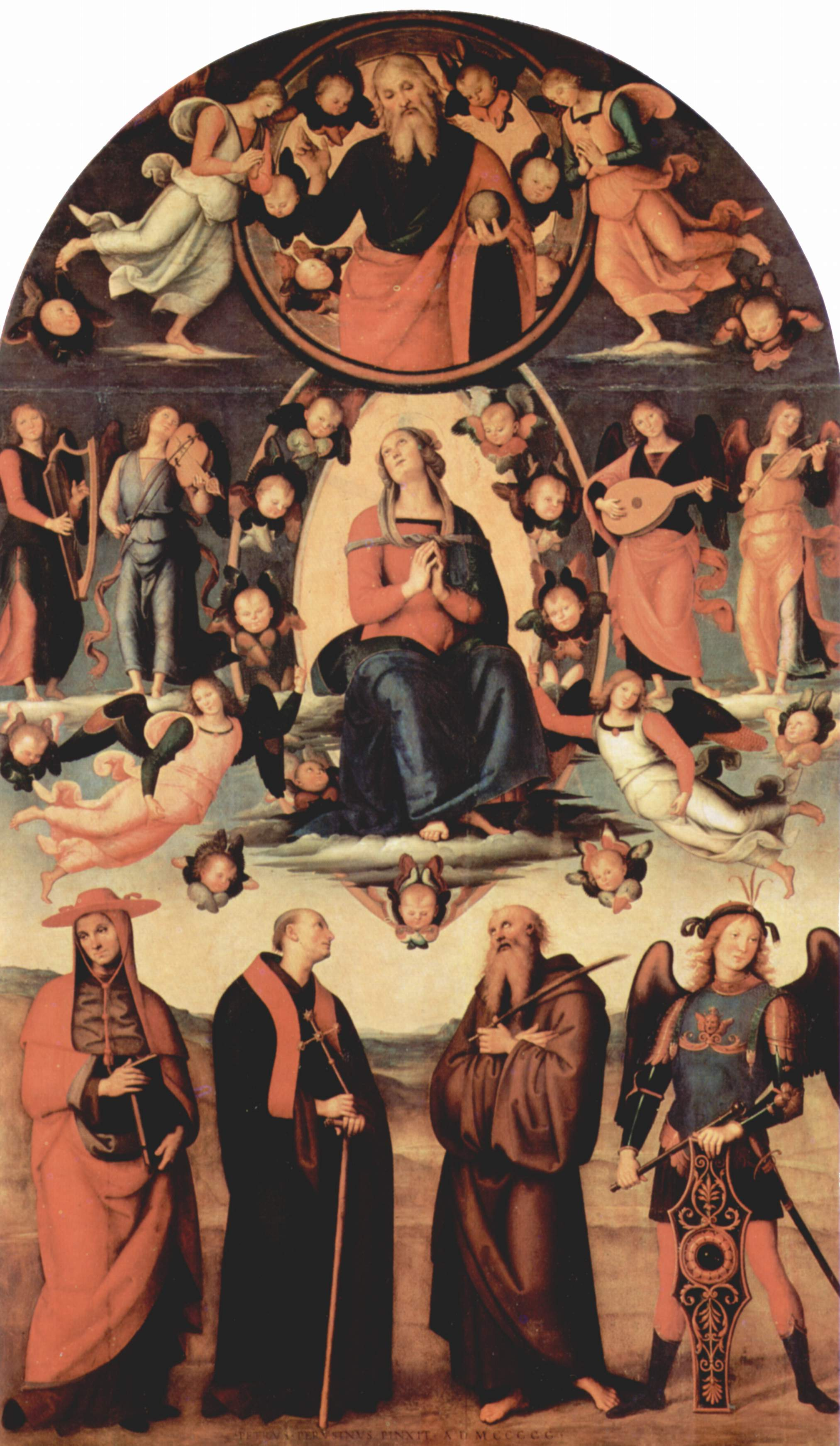
Wniebowzięcie Najświętszej Maryi Panny autorstwa Pietro Perugino. U dołu od lewej stoją trzej patroni Kongregacji Vallombrosa: Bernardo degli Uberti, Jan Gwalbert i Benedykt z Nursji

W 1098 Bernard został obrany opatem Vallombrosa i tym samym generałem całej kongregacji wallombrozjańskiej. Niedługo potem (prawdopodobnie w 1099) papież Urban II mianował go kardynałem prezbiterem San Crisogono, zezwalając mu na zachowanie funkcji zakonnych. 30 sierpnia 1099 Bernard uczestniczył w akcie donacyjnym hrabiego Gwidona na rzecz kościoła S. Fidelis w Aretino, 7 marca 1100 przewodniczył zgromadzeniu opatów kongregacji wallombrozjańkiej, a 23 marca i 14 kwietnia tego samego roku sygnował bulle Paschalisa II wystawione na Lateranie. Następnie papież ten mianował go swoim stałym legatem (wikariuszem) na terenie Lombardii oraz swoim przedstawicielem u księżnej Matyldy Toskańskiej, sojuszniczki papiestwa w sporze o inwestyturę. 7 kwietnia 1101 był obecny przy wyświęceniu nowego opata benedyktyńskiego w Albarense przez biskupa Hildebranda z Grossetto, a w maju 1101 interweniował u księżnej Matyldy na rzecz klasztoru św. Benedykta w Polirone. Następnie Bernard powrócił na krótko do Rzymu, gdzie 30 listopada 1101 i 4 marca 1102 sygnował dokumenty Paschalisa II.
Jeszcze w 1102 Bernard ponownie podjął obowiązki legata. W lipcu 1102 razem z arcybiskupem mediolańskim Grossolano działał jako sędzia delegowany w Monza, 18 sierpnia 1102 przebywał w Pawii, a w październiku tego roku uczestniczył w akcie donacyjnym księżnej Matyldy na rzecz klasztoru św. Apolloniusza w Kanossie. 17 listopada 1102 kardynał Bernardo sygnował akt księżnej Matyldy potwierdzający dokonane przez nią rozporządzenia na rzecz Stolicy Apostolskiej. W tym samym roku świadkował na wystawionym w Carpi przywileju biskupa Buonsignore z Reggio nell'Emilia na rzecz eremitów z Marolo. W marcu 1103 był obecny na dworze księżnej Matyldy w Castro Panciano, a 1 maja 1104 w Piadenie sygnował akt darowizny biskupa Mantui dla klasztoru Polirone. W sierpniu i wrześniu 1104 przebywał w Parmie, bezskutecznie próbując przeciągnąć to miasto na stronę papieża w sporze z królem niemieckim, a 15 września 1104 został wspomniany jako doradca księżnej Matyldy w jej dyplomie wystawionym w Cosigno. Do 20 marca 1105 Bernard musiał powrócić do Rzymu, gdyż tego dnia podpisał wystawiony na Lateranie przywilej Paschalisa II dla opata Alberyka z Polirone. W listopadzie tego roku ponownie przebywał jednak na północy Włoch (w Fucecchio). W 1106 rozstrzygnął spór między klasztorami S. Maria di Pomposa i S. Michele di Soleria. Jesienią tego samego roku znajdował się w otoczeniu Paschalisa II, o czym świadczą jego podpisy na dyplomach z 11 października (w Carpi) i 26 października (na synodzie w Guastalla).

## Biskup Parmy

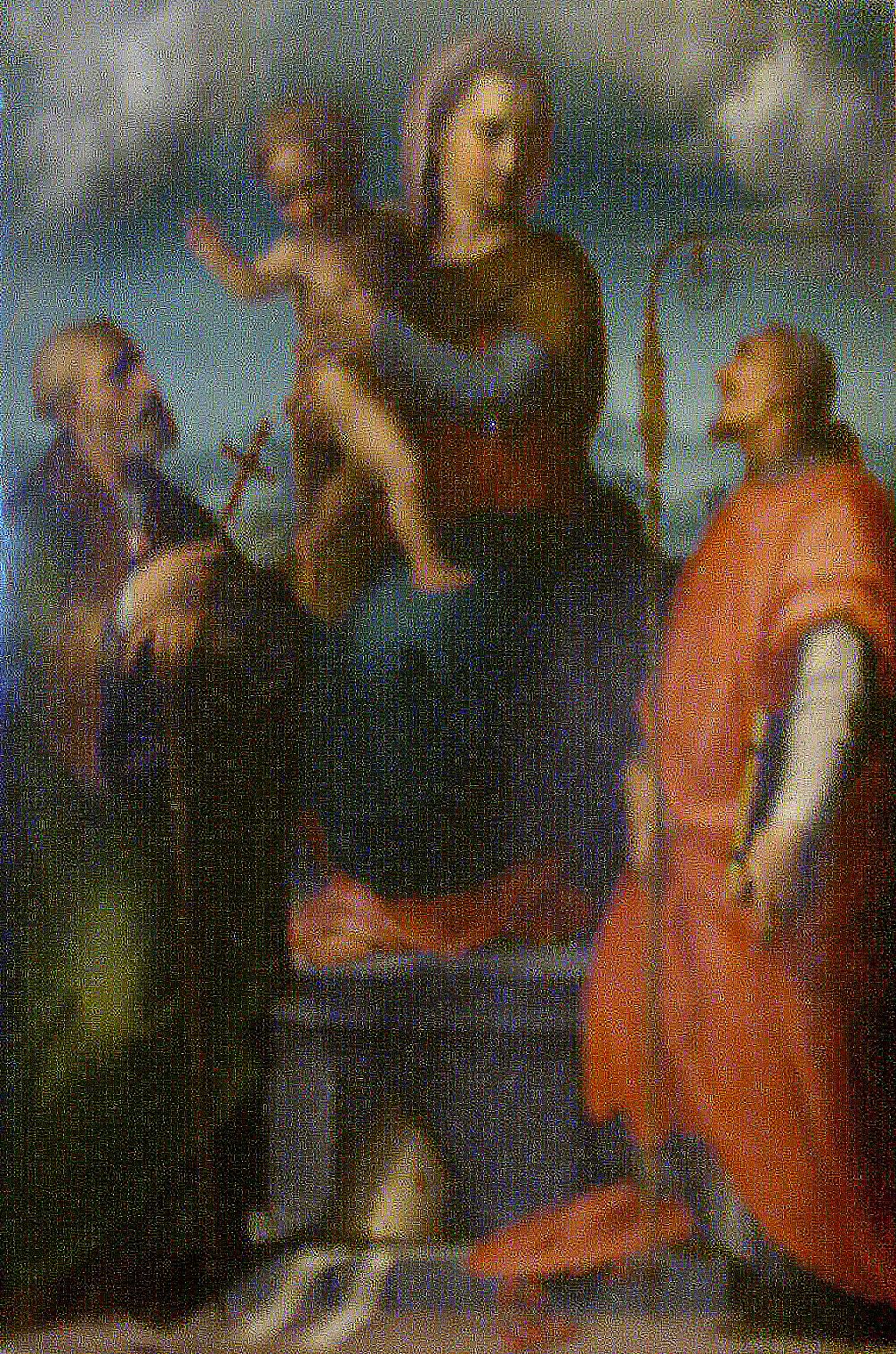
Obraz Madonna z Dzieciątkiem oraz święci Jan Gwalbert (z lewej) i Bernardo degli Uberti (z prawej) z muzeum San Salvi we Florencji

Po zakończeniu obrad synodu w Guastalla na przełomie października i listopada 1106 Paschalis II udał się do Parmy, gdzie na prośbę mieszkańców, dotychczas popierających procesarskich antypapieży, mianował Bernarda biskupem tego miasta. 4 listopada 1106 Paschalis II udzielił mu sakry biskupiej w miejscowej katedrze. Wraz z tą nominacją, zgodnie z ówczesnym zwyczajem, Bernard opuścił szeregi Kolegium Kardynalskiego, a jego kościół tytularny S. Crisogono najpóźniej w 1110 został nadany kardynałowi Berardo z Marsi. Bernard zrezygnował też z funkcji zakonnych, Paschalis II potwierdził go jednak na stanowisku wikariusza papieskiego w Lombardii.
Bernard jako biskup pozostał doradcą i bliskim współpracownikiem księżnej Matyldy, w której otoczeniu jest udokumentowany na przełomie 1106/07 w Carpi, w maju i czerwcu 1109 w San Cesareo oraz w czerwcu 1114 w bliżej niezidentyfikowanej lokalizacji apud montem Baruntonis. W lutym 1111 w trakcie najazdu Henryka V na Italię przebywał akurat w kurii papieskiej w Rzymie i wraz z papieżem i wieloma kardynałami dostał się do niewoli, jednak księżna Matylda wyjednała jego uwolnienie. 13 kwietnia 1111 był obecny przy koronacji Henryka V na cesarza.
O działalności Bernarda w okresie po śmierci Matyldy Toskańskiej (24 lipca 1115) do roku 1130 zachowały się tylko pojedyncze wzmianki, dotyczące głównie jego udziału w bieżących sprawach lokalnych wspólnot. 29 maja 1116 działał jako interwenient w Fontanafredda. Dzięki jego wstawiennictwu 1 maja 1122 papież Kalikst II wystawił przywilej protekcyjny dla opactwa S. Maria in Praglia w diecezji padewskiej. Bernardo został też wymieniony w przywileju Kaliksta II z 1 czerwca 1124 dla opata Hermana z Polirone.
Po śmierci papieża Honoriusza II w lutym 1130 doszło do schizmy: część kardynałów obrała Innocentego II, a część antypapieża Anakleta II. Bernard degli Uberti zdecydowanie opowiedział się po stronie Innocentego II, wobec czego Anaklet II, który zdołał opanować Rzym, rzucił na niego klątwę. Nie miało to jednak większego znaczenia, gdyż antypapież poza Rzymem i południową Italią nie zdobył szerszego poparcia, a jesienią 1132 do północnej Italii wkroczył król niemiecki Lotar III, zwolennik Innocentego II. W Weronie doszło wówczas do spotkania starego i schorowanego już biskupa Parmy z królem. Być może Bernard był obecny przy koronacji Lotara III na cesarza w czerwcu 1133, gdyż jest wspomniany w wydanym wówczas przez niego dyplomie potępiającym antypapieża Anakleta II.
Bernard zmarł 4 (lub 12) grudnia 1133 w Parmie i został pochowany w miejscowej katedrze gdzie do czasów współczesnych zachowały się jego relikwie.

## Kult
Przejawem kultu Bernarda z Parmy jest popularność jego wizerunku w sztuce. Był malowany m.in. przez Antonio Allegri da Correggio, Pietro Perugino i Andrea del Sarto. Kult Bernarda rozpoczął się już kilka lat po jego śmierci. Choć formalnie nigdy nie przeprowadzono procesu kanonizacyjnego, dekretem z 21 listopada 1665 papież Aleksander VII zaaprobował oddawanie mu czci jako świętemu na terenie diecezji parmeńskiej oraz florenckiej, a jego wspomnienie obchodzone jest 4 grudnia. W swej macierzystej Kongregacji Vallombrosa jest czczony jako jeden z trzech ojców założycieli, obok świętych Benedykta z Nursji oraz Jana Gwalberta.